# Храм Різдва Христового (Київ, Оболонь)
Храм Різдва Христового — православний парафіяльний храм у Києві на Оболоні, збудований благодійним коштом, належить РПЦвУ.

## Коротка історія церкви
Місце закладення церкви на честь Різдва Христового на правому березі Дніпра поблизу Північного мосту було освячене у грудні 2003 року; проєктування розпочала у 2004 році творча майстерня народного архітектора України Валентина Ісака. Зведення велося упродовж 2006–2007 років одночасно з будівництвом навколо церкви нового житлового мікрорайону. Спорудження здійснювалося власним коштом В. Ісака, про що нагадує пам'ятна табличка на південному фасаді. Урочисте освячення відбулося 5 січня 2008 року. У лютому того ж року почав діяти також нижній храм на честь Мученика Валентина.
Будівля п'ятибанна з дзвіницею, оформлена в ефектних осучаснених барокових формах (архітектори Валентин Ісак, Олег Калиновський). Застосовано, зокрема, прозорі скляні куполи з внутрішнім підсвітлюванням. У дзвіниці влаштовано карільйон з електронним управлінням. Іконостас храму у неовізантійській стилістиці виготовлено в Індії з білого мармуру. Живопис в інтер'єрі виконав художник Іван Балдуха; автор ікони-панно на західному фасаді «Різдво Христове» площею 38 квадратних метрів — художниця Людмила Мєшкова.
При храмі діє недільна школа.

## Святині
Святиню церкви складають частки мощей Преподобних Печерських, що зберігаються у спеціальному мощевику.

## Галерея

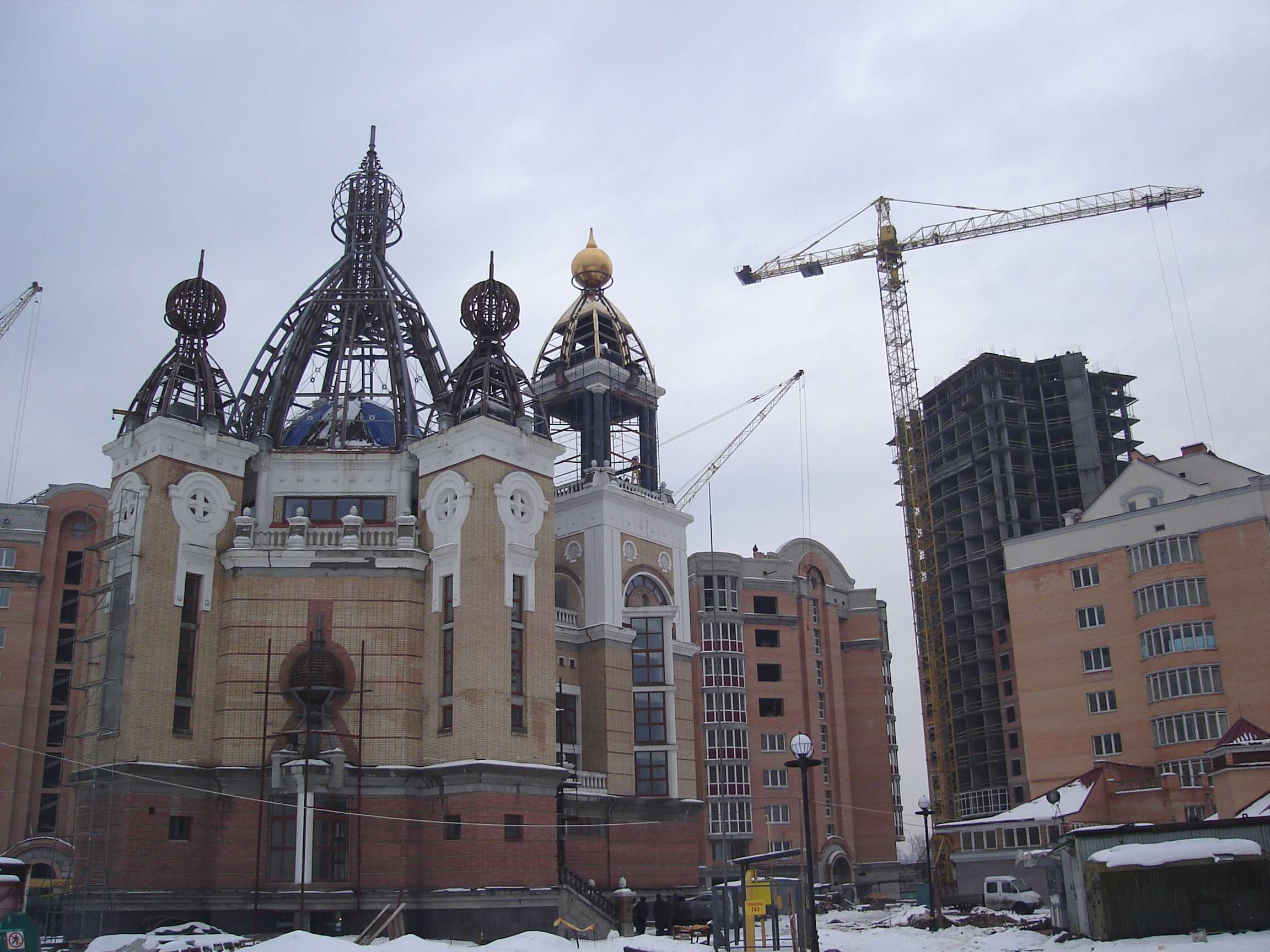
Будівництво храму. Київ, 2007 р.
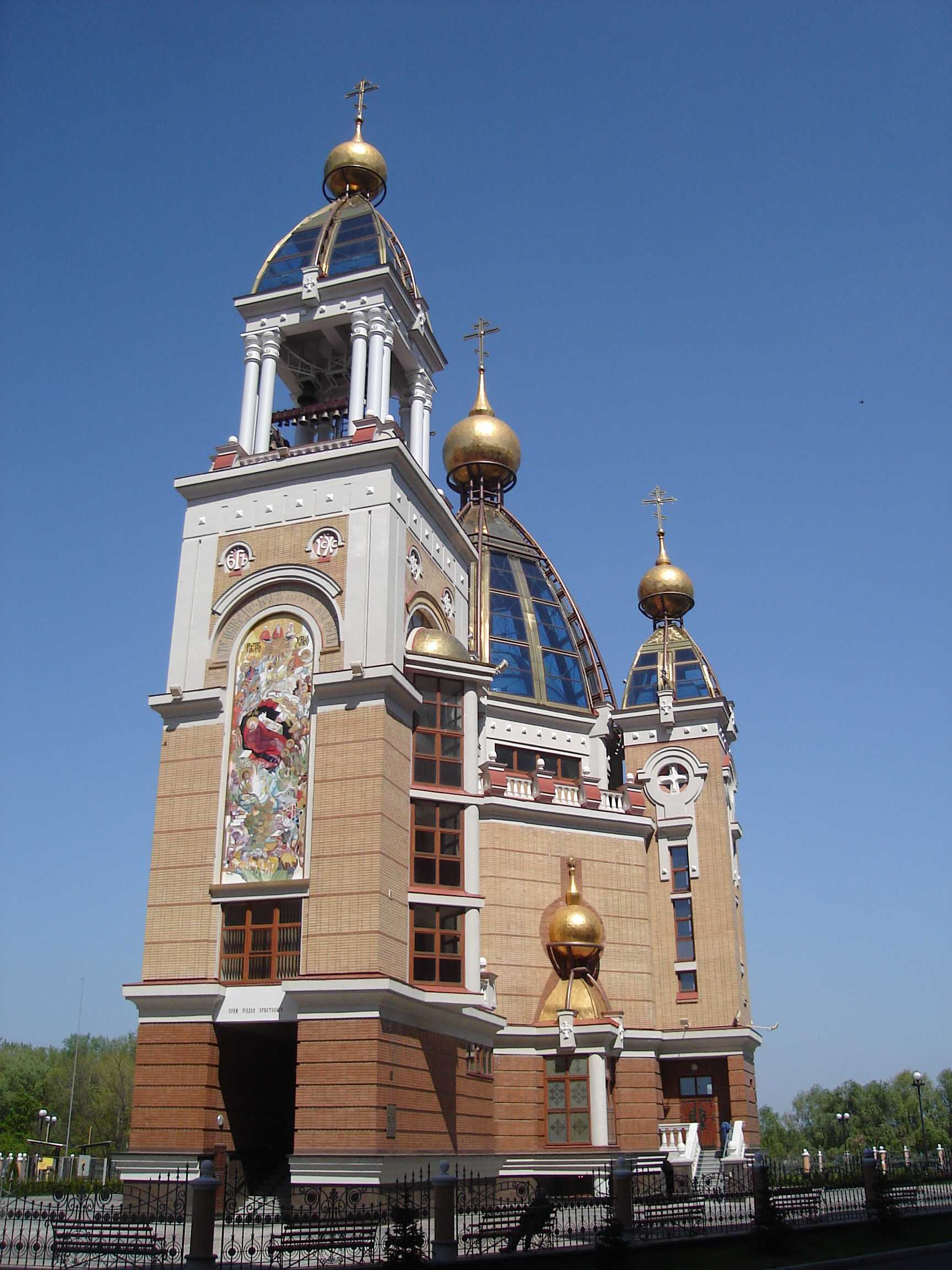
Західний фасад
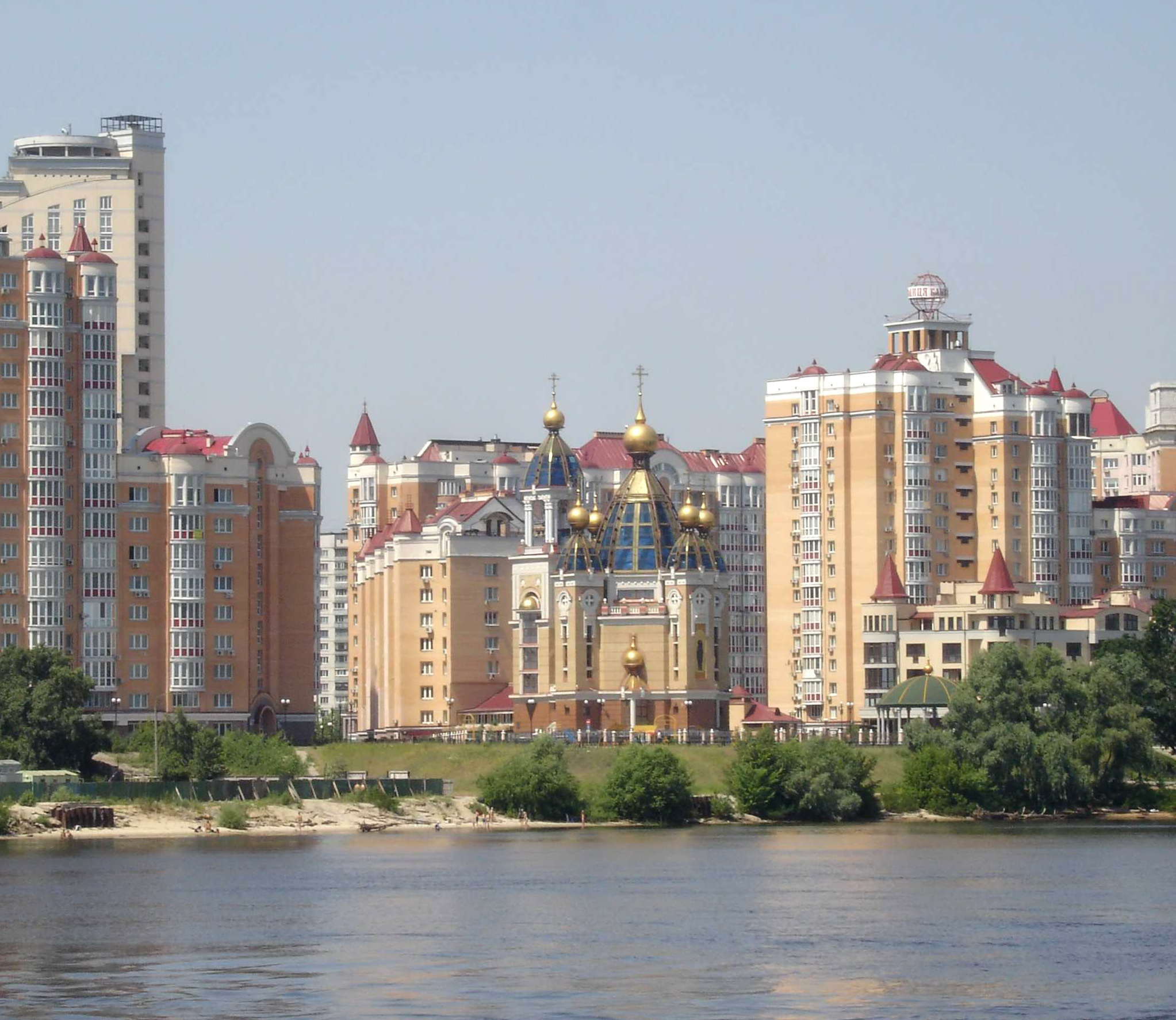
Храм у панорамі місцевості
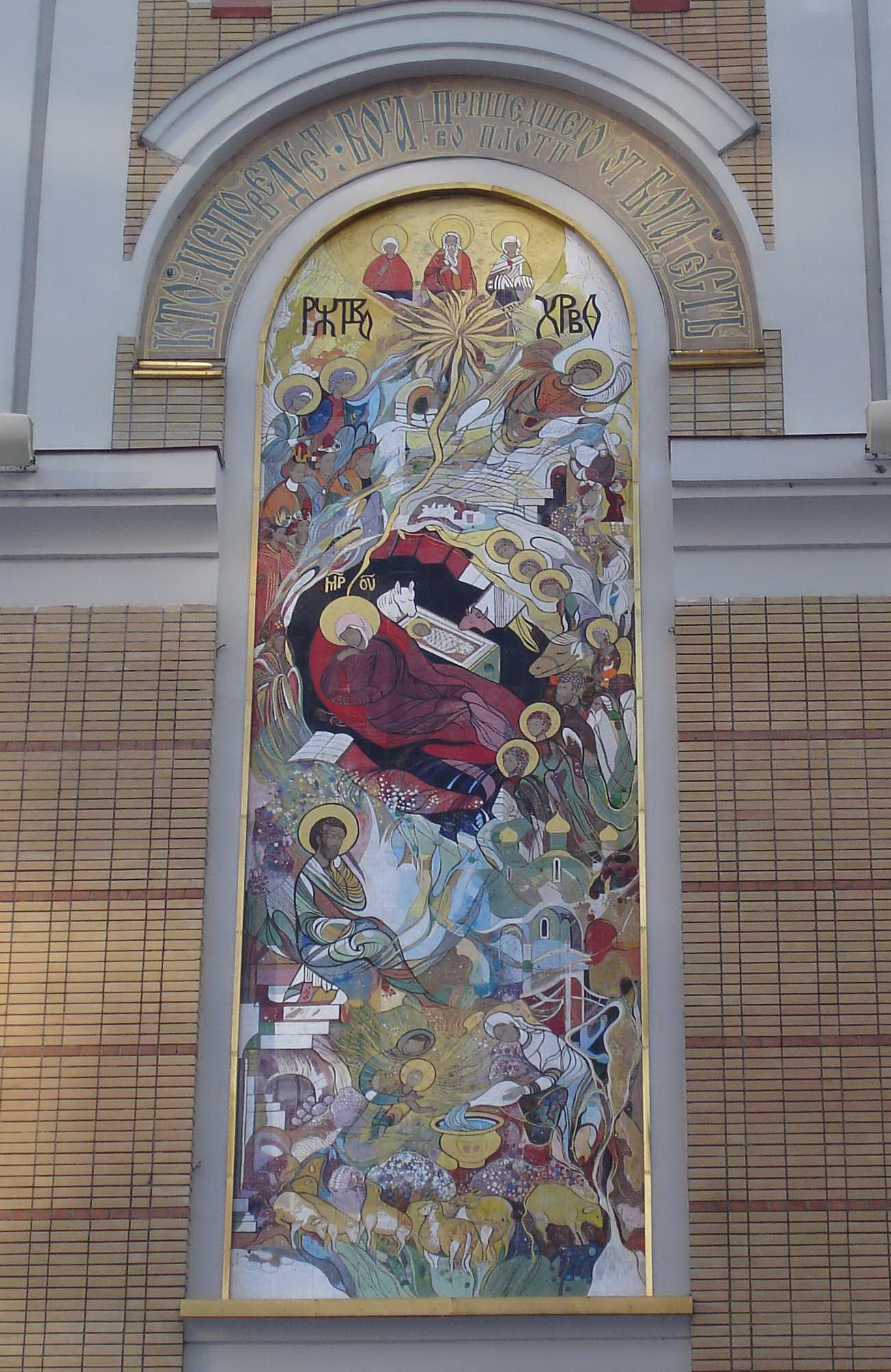
Панно «Різдво Христове»